# Lung Ying-tai
Lung Ying-tai (xinès: 龍應台; pinyin: Lóng Yìngtái; nascuda el 13 de febrer de 1952 a Kaohsiung) és una assagista i crítica cultural taiwanesa. De tant en tant escriu sota el seu nom de ploma 'Hu Meili' (胡美麗;胡美丽;). Es considera que els seus assajos van contribuir al procés de democratització de Taiwan, sent durant molt de temps l'única escriptora taiwanesa amb una columna als principals diaris de la Xina continental. Descrita com una "intel·lectual pública del món de parla xinesa", va passar 20 anys establerta fora de Taiwan, als Estats Units i Alemanya, on es va fer àmpliament coneguda per les seves crítiques al règim i la llei marcial del Kuomintang. Des de llavors, s'ha convertit en una crítica de les creixents restriccions de la Xina continental a la llibertat de premsa i les llibertats civils. Ha escrit més de 30 llibres.
Lung Ying-tai ha ocupat dos càrrecs dins del govern de Taiwan, primer com a cap de l'Oficina Cultural de Taipei (entre 1999 i 2003) i després a primera ministra de Cultura de Taiwan, entre 2012 i 2014.

## Biografia
El pare de Lung, Lung Huai-sheng fou un oficial de policia militar del Guomindang, va fugir de Hunan i es va traslladar a la seva família a Taiwan després que el KMT perdés la guerra civil xinesa el 1949. Nascuda a Kaohsiung, va créixer en la pobresa. És la segona filla i té quatre germans més.
Després d'assistir a la National Tainan Girls' Senior High School, Lung va rebre la seva llicenciatura en Llengua i Literatura Estrangeres per la National Cheng Kung University. Va continuar els seus estudis a la Universitat Estatal de Kansas, on es va doctorar en literatura anglesa i americana.

## Carrera professional
Després de tornar a Taiwan, va començar a escriure una columna d'opinió al China Times sobre diversos temes relacionats amb Taiwan. Els seus assajos es van publicar junts l'any 1985 en un llibre de crítica sociopolítica, Ye Huo Ji (野火集, The Wild Fire), quan Taiwan encara estava sota el govern d'un partit únic del Guomindang, i aquest llibre "va ser considerat com a influent en la democratització de l'illa." En 21 dies, el llibre va passar per 24 impressions i va causar una impressió tan gran que va ser comparat amb un "huracà" del poeta Yu Guangzhong (la paraula en xinès, longjuan feng, era un joc de paraules amb el nom de Lung). Lung es va traslladar a Alemanya el 1987, en part degut a les amenaces de mort rebudes després de la publicació del seu llibre. Els seus assaigs traduïts també es van publicar a alguns diaris europeus, com el Frankfurter Allgemeine Zeitung.
Ha col·laborat amb premsa impressa de la Xina continental des de principis dels anys noranta. Entre els seus llibres s'inclouen Haizi Ni Manman Lai (孩子你慢慢來, 1994), Yinse Xianrenzhang (銀色仙人掌：龍應台小說集, 2003,) i el 2006, Qing Yong Wenming Lai Shuifu Wo (請用文明來說服我, 2006), una carta oberta a Hu Jintao després del tancament temporal del magazine Freezing Point.
Poc després, el 1994 va criticar el llavors Primer ministre de Singapur Lee Kuan Yew i les restriccions del seu govern a la llibertat personal en un article titulat "Gràcies a Déu que no sóc singapurès" (幸好我不是新加坡人).
Va tornar a Taiwan per convertir-se en la primera directora de l'Oficina d'Afers Culturals de Taipei el setembre de 1999, i les seves polítiques van augmentar la visibilitat de les arts a Taipei durant els seus quatre anys següents. Va dimitir el març del 2003 per tornar a escriure, i va assenyalar que "ser un funcionari és sufocant. Amb prou feines podia respirar."
Va ser professora convidada al Centre d'Estudis de Periodisme i Mitjans de Comunicació de la Universitat de Hong Kong del 2004 al 2006. El juliol de 2005, va establir la Fundació Cultural Lung Ying-tai i va utilitzar la fundació com a plataforma per patrocinar esforços literaris i artístics, així com conferències acadèmiques. El 2007, a Lung se li va oferir una posició al seient del Control Yuan, que ella va rebutjar. Des de l'any 2008, Lung Ying-tai ocupa el càrrec de Hung Leung Hao Ling Distinguished Fellow en Humanitats de la Universitat de Hong Kong i és catedràtica de la Universitat Nacional Tsing Hua de Taiwan. El 2009 va rebre el Premi KT Li Chair Professor Award de la NCKU.
El 2008 es va publicar el seu llibre Mu Song (目送), que es va fer popular a tot Àsia. El llibre és una col·lecció de 74 obres en prosa que narren les dificultats i els obstacles que ha trobat Lung, especialment en relació amb la seva família.
El seu llibre de 2009 Da Jiang Da Hai 1949 (大江大海一九四九, Big River, Big Sea 1949) tracta sobre la guerra civil xinesa i la retirada del Kuomintang a Taiwan. Va vendre més de 100.000 còpies a Taiwan i 10.000 a Hong Kong durant el primer mes de llançament, però la difusió sobre el seu treball es va prohibir a la Xina continental després del llançament del llibre.
Després de la creació del Ministeri de Cultura el maig de 2012, es va convertir en la primera ministra de Cultura de Taiwan.

## Ministra de Cultura
Lung va ser nomenada Ministra de Cultura el 21 de maig de 2012, manifestant el desig que el ministeri fos independent de la influència política. Durant els seus 2 anys i 7 mesos de mandat, va fer declaracions o va anunciar iniciatives sobre lectura, cultura televisiva i intercanvis a través de l'estret. L'1 de desembre de 2014, Lung va presentar la seva renúncia al càrrec ministerial citant la seva mare envellida com a motiu principal, amb l'hostilitat política i mediàtica com a factors contribuents.

## Vida personal
Després de traslladar-se a Alemanya a finals de la dècada de 1980, es va casar amb un alemany, amb qui té dos fills. També era coneguda com Ying-tai Walther. Finalment es van divorciar. Un dels llibres de Lung, Estimat Andreas (親愛的安德烈), és una col·lecció de cartes i correus electrònics entre ella i el seu fill gran.